# Анновцы (Ивано-Франковская область)
Анновцы (укр. Ганнівці) — село в Галичской городской общине Ивано-Франковского района Ивано-Франковской области Украины.
Население по переписи 2001 года составляло 161 человек. Занимает площадь 3,114 км². Почтовый индекс — 77161. Телефонный код — 03431.